# Ninh Thạnh, Tây Ninh
Ninh Thạnh là một phường thuộc tỉnh Tây Ninh, Việt Nam.

## Địa lý
Phường Ninh Thạnh có vị trí địa lý:
- Phía đông giáp xã Cầu Khởi.
- Phía tây giáp phường Tân Ninh.

96 đơn vị hành chính cấp xã của tỉnh Tây Ninh năm 2025

- Phía nam giáp phường Long Hoa và xã Thạnh Đức.
- Phía bắc giáp phường Bình Minh.

Phường Ninh Thạnh có diện tích tự nhiên là 52,66 km², quy mô dân số năm 2025 là 52.249 người.

## Lịch sử
Năm 1917, xã Ninh Thạnh thuộc tổng Hòa Ninh, quận Châu Thành.
Năm 1949, huyện ủy Châu Thành sáp nhập xã Hiệp Ninh vào xã Ninh Thạnh được kí hiệu là LXC4.
Năm 1950, huyện ủy Châu Thành:
- Sáp nhập một số ấp ở bên ngoài của xã Hiệp Ninh vào xã Ninh Thạnh.
- Sáp nhập một số ấp ở bên trong của xã Hiệp Ninh vào xã Thái Hiệp Thạnh.
- Thành lập xã Thạnh Bình trên cơ sở một số ấp ở bên ngoài của xã Ninh Thạnh và một phần của xã Thái Bình.

Năm 1959, xã Ninh Thạnh thuộc quận Phú Khương.
Tháng 5 năm 1951, xã Ninh Thạnh thuộc huyện căn cứ Dương Minh Châu mới thành lập quản lý.
Sau năm 1961, xã Ninh Thạnh thuộc huyện Tòa Thánh mới thành lập quản lý (thị xã Hòa Thành ngày nay).
Ngày 4 tháng 4 năm 1979, Hội đồng Chính phủ ban hành Quyết định số 143-CP về việc thành lập xã Ninh Sơn thuộc huyện Hòa Thành trên cơ sở 4 thôn: Ninh Tân, Ninh Trung, Ninh Lộc, Ninh Thọ của xã Ninh Thạnh.
Xã Ninh Thạnh còn lại 3 thôn: Ninh Phước, Ninh Lợi, Ninh Hòa.
Ngày 10 tháng 8 năm 2001, Chính phủ ban hành Nghị định số 46/2001/NĐ-CP về việc sáp nhập xã Ninh Thạnh thuộc huyện Hòa Thành vào thị xã Tây Ninh quản lý.
Ngày 29 tháng 12 năm 2013, Chính phủ ban hành Nghị quyết số 135/NQ-CP về việc:
- Thành lập thành lập phường Ninh Thạnh thuộc thị xã Tây Ninh trên cơ sở toàn bộ 1.519,11 ha diện tích tự nhiên, 15.376 nhân khẩu của xã Ninh Thạnh.
- Thành lập thành phố Tây Ninh thuộc tỉnh Tây Ninh. Phường Ninh Thạnh trực thuộc thành phố Tây Ninh.

Trong đợt cải cách hành chính Việt Nam năm 2025, theo Nghị quyết số 1682/NQ–UBTVQH15, toàn bộ diện tích và quy mô dân số của xã Bàu Năng, một phần xã Chà Là của huyện Dương Minh Châu được sáp nhập vào phường Ninh Thạnh.

## Hành chính
Phường Ninh Thạnh được chia thành 15 khu phố: Bình Linh, Ninh An, Ninh Bình, Ninh Hiệp, Ninh Hưng 1, Ninh Hưng 2, Ninh Phú, Ninh Thuận, Ninh Lộc, Ninh Đức, Ninh Hoà, Ninh Lợi, Ninh Nghĩa, Ninh Phúc, Ninh Phước.